# 松筠庵
松筠庵，又称杨椒山祠，是位于北京市西城区达智桥胡同12号、校场口三条2号的一座汉传佛教寺院。寺内祀奉明朝嘉靖年间的大臣杨继盛。

## 历史
松筠庵位于宣武门外达智桥胡同路南，原为明朝嘉靖年间杨继盛的故居。明朝嘉靖三十年（1551年），杨继盛迁居达智桥胡同。据明朝张爵《京师五城坊巷衚衕集》，此地当时位于宣北坊的“接待寺”东南。后来，他被仇鸾诬陷下狱。出狱后，被贬到陕西临洮府狄道县（今甘肃临洮）担任典史。后来，仇鸾被处斩，嘉靖帝下旨升杨继盛为诸城县知县。月余，调任南京户部主事，三日后迁刑部员外郎，后改任兵部武选司员外郎，实现了“一岁四迁”。嘉靖三十一年十二月，杨继盛到北京赴任，仍住达智桥胡同的原来的宅院。到任一个月，杨继盛上《请诛贼臣疏》，要求皇上处决严嵩，杨继盛遂被下狱。嘉靖三十四年（1555年），杨继盛被处决。杨继盛的夫人在杨继盛被害前伏阙上书:“愿即斩臣妾首，以代夫诛”，但严嵩扣压其上书未上奏。杨继盛被处决同日，杨继盛的夫人自缢殉夫。隆庆元年（1567年），隆庆帝继位，为杨继盛平反，并追封其为太常寺少卿，赐谥“忠愍”。
杨继盛的故居后来成了松筠庵，但庵内僧人将该地私卖。乾隆五十一年（丙午年，1786年），此处被杨寿楠、李融访得为杨继盛故居，随后曹学敏、胡季堂、阮葵生、郑澂等人“会诸僚友，醵金立祠”，恢复了松筠庵。《藤阴杂记》载：

松筠庵在炸子桥，庵不祀佛，塑幞头神像，相沿为城隍庙。五月，抬像换水，结会立碑，既而寂然。庵僧将地私卖。丙午，杨给谏寿楠、李都谏融视城，访知为杨忠愍故宅。其时曹宗丞学闵、阮司寇葵生、郑侍御澂倡议鼎新，榜曰“忠愍故宅”，仍号松筠。司寇记略云：“读公年谱，嘉靖丁未年三十二成进士，除南京吏部主事。辛亥，升兵部车驾司，旋谏阻马市，廷杖谪边。壬子冬，复武选司。癸丑，劾嵩下狱。是前后居斯宅者仅传舍耳，而至今人心翕然，爱护保持，不忍暂辍。盖公之灵爽，日在天地，虽烟云草木，一榻蘧庐，犹令人系思无穷，矧其退食休憩之所，曾焚香而修谏草者耶！”又赋诗云：“桥头庙貌俨厜㕒，每一经行感慨随。竹院无僧闲啜茗，松窗命侣坐敲棋。两朝事往留遗宅，一篑功完待纪碑。当日曾经丞相步，至今传诵秀才诗。”

按渔洋集中“筠”作“云”，亦未指忠愍故宅。集云：“康熙庚申，高念东侍郎珩居松云禅舍，冯益都溥过之，流连竟日。高赋诗云：‘户倚双藤梵宇开，无人知是相公来。相看一笑忘朝市，风味依然两秀才。’冯答云：‘隐几僧寮户不开，天亲无著忆从来。而今相对浑忘却，只识维摩是辨才。’予和云：‘二老前身二大士，重逢半日画炉灰。他年古寺经行处，记取寒山拾得来。’”又考徐司寇乾学题忠愍书画诗云：“从此馨香辉鼎俎，至今岩谷锁松筠。”似因是庵而及。渔洋撰《高公墓志》，“云”作“筠”。
少数历史文献将松筠庵的“筠”字写作“云”，也有的写作“鹤”。《天府广志》认为，写作“鹤”字是错的。王渔洋集中的“筠”写作“云”，王渔洋所撰《高公墓志》中则作“筠”，可见两字可以相通。《乾隆京城全图》上也标有“松筠庵”。松筠庵是长椿寺的下院。
清朝道光二十七年（1841年），松筠庵住持释心泉募款修整松筠庵，扩建了杨继盛写弹劾严嵩奏疏的书房，将原来面阔三间的房屋改为五间，增加进深至两间，称“谏草堂”。何绍基为谏草堂篆书匾额“谏草堂”。谏草堂兴建之后，在墙壁上镶嵌了杨继盛弹劾严嵩的奏章的石刻，为海盐石刻家张辛（张受之）制作。当时，张辛住在松筠庵内临摹杨继盛的真迹，精勒于石，刻毕便因心力衰竭而死于松筠庵内。此外，释心泉还整修了谏草堂前后的花园、假山。道光二十八年（1842年），在谏草堂西南侧兴建了八角攒尖顶“谏草亭”一座。
松筠庵是清朝文人、士大夫的集会吟游之所。自清朝到中华民国时期，在松筠庵成立过慈善机构、助账局、平粜局等机构，救济河北及其他地区的灾民。
松筠庵是“公车上书”期间康有为发起上书之地。甲午战争结束后，中日签订《马关条约》的消息传到北京，被全国各地到北京参加会试的举人们得知，康有为、梁启超在广东省籍的举人中串联，此外湖南省籍的举人也发起行动。1895年4月22日，广东省、湖南省举人联合赴都察院上书，其他十多个省的举人纷纷响应。1895年5月1日，康有为邀集当时在北京的举人到松筠庵集会，由康有为起草《上皇帝书》。梁启超等人将该上书分抄若干份散发，邀请举人签名。5月2日，各省举人赴都察院上书。
文化大革命期间，松筠庵内的杨椒山彩塑像被砸毁，香炉、祭器、石碑以及“杨椒山先生故宅”、“松筠庵”、“景贤堂”、“谏草堂”等匾额均被毁。仅嵌在景贤堂、谏草堂墙上的刻石保存下来。松筠庵内的花园、假山被平毁。谏草堂和回廊被改作住房。松筠庵内的大部分房屋均改为宿舍。1984年5月24日，“杨椒山祠（松筠庵）”被公布为北京市文物保护单位。当时公布的地址为“宣武区宣武门外达智桥十二号”。2001年7月12日，《北京市人民政府关于公布本市第六批文物保护单位和对已公布的市级文物保护单位勘误的通知 》对地址进行勘误，改为“宣武区宣武门外达智桥12号、校场口三条2号”。

## 建筑
在乾隆五十一年（1786年）整修后，形成了如今松筠庵的规模。松筠庵坐南朝北，北临达智桥胡同。松筠庵“地甚湫隘”。主要建筑有：
- 山门：位于达智桥胡同南侧。门额为曹学敏题写的“杨椒山先生故宅” 七个大字。
- 东北角门：位于达智桥胡同南侧，松筠庵整个建筑群的东北角。门上嵌有“松筠庵”三字石额。
- 前院：位于山门以内（以南），景贤堂以北。
- 景贤堂：为杨继盛故宅内的大堂，后改为祀奉杨继盛的祠堂，称“景贤堂”。此堂坐南朝北，前为题有“杨椒山先生故宅” 的山门。山门后穿过一个院落可到达景贤堂。景贤堂檐下悬“景贤堂”木匾。堂外置有铁香炉。堂内正面原来悬挂杨继盛的画像，并立有牌位。清朝嘉庆二年（1797年），景贤堂内置杨继盛古衣冠彩塑像一尊，代替了原来的画像。
- 后堂：景贤堂以南，有后堂三间，为祭祀杨继盛的夫人张氏的地方。堂内供有张氏的牌位，墙上嵌有张氏请代夫诛的奏稿刻石。
- 厢房：松筠庵内有多座厢房
- 花园：花园中有杨继盛手植的古槐。园中还有谏草堂、谏草亭。谏草堂原为杨继盛故宅内的书房，道光二十七年（1841年）扩建为面阔五间，进深二间。谏草亭位于谏草堂西南侧，为八角攒尖顶。

松筠庵可找到拓片的碑刻有：
1. 清嘉庆二年八月（1797年）立，胡季堂撰文、刘墉书丹，《杨忠愍公塑像纪事碑》（立于景贤堂外）。
2. 清嘉庆十四年十月（1809年）立，曹学敏撰文、陈希祖书丹，《杨忠愍公故宅记》（立于景贤堂外）。
3. 清道光二十一年（1841年）摹刻，《杨忠愍公临米之章议十八侯铭》（嵌于景贤堂西墙）。后附王文治等题跋五则、李宗昉纪事一则（嵌于景贤堂东墙）。
4. 清道光二十七年（1847年），《张受之临杨继盛弹劾仇严谏草稿》八幅。尾刻宋荦、钱阵群、李光庭、僧明基等人题跋四幅。（嵌于谏草堂东西墙）
5. 清道光二十七年（1847年），《科道公捐松筠庵祀典记》，碑末附制定祭祀条规。
6. 清光绪十三年（1887年），李鸿藻摹刻卧碑二石《杨忠愍公手书遗嘱》，附题跋。（中华人民共和国时期，被宣武区文物主管部门迁移他处保护）
7. 清光绪二十一年（1895年），张之万撰文、胡景桂书丹，《重修松筠庵景贤堂记》（立于景贤堂）。
8. 宣统二年（1910年）重刻《松筠庵条规》五条（嵌于景贤堂后墙）。
9. 民国七年（1918年），《明杨椒山先生狱中手植榆树题名》。